# Asia Pacific Poker Tour Saison 10
Résultats et tournois de la saison 10 de l'Asia Pacific Poker Tour (APPT).

## Résultats et tournois

### APPT 10 Macau Millions
- Lieu : City of Dreams,  Macao[1]
- Prix d'entrée : 3 000 HKD[1]
- Date : Du 14 au 18 janvier 2016[1]
- Nombre de joueurs : 2 343
- Prize Pool : 6 136 317 HKD
- Nombre de places payées : 162

| Place | Nom               | Prix        |
| ----- | ----------------- | ----------- |
| 1er   | Yifan Zheng       | 911 000 HKD |
| 2e    | Quan Zhou         | 700 000 HKD |
| 3e    | Guancheng Wu      | 530 000 HKD |
| 4e    | Ka Sun            | 383 000 HKD |
| 5e    | Chun Liang Pan    | 272 000 HKD |
| 6e    | Tatiana Barausova | 185 000 HKD |
| 7e    | Jason Lo          | 132 000 HKD |
| 8e    | Tony Cheng        | 100 817 HKD |
| 9e    | Boon Siong        | 75 000 HKD  |

### APPT 10 Aussie Millions
- Lieu : Crown Casino, Melbourne,  Australie[2]
- Prix d'entrée : 10 600 AUD[2]
- Date : Du 24 au 31 janvier 2016[2]
- Nombre de joueurs : 732
- Prize Pool : 7 320 000 AUD
- Nombre de places payées : 80

| Place | Nom                | Prix          |
| ----- | ------------------ | ------------- |
| 1er   | Alan Engel         | 1 600 000 AUD |
| 2e    | Tony Dunst         | 1 000 000 AUD |
| 3e    | Samantha Abernathy | 625 000 AUD   |
| 4e    | Alexander Lynskey  | 445 000 AUD   |
| 5e    | Dylan Honeyman     | 340 000 AUD   |
| 6e    | Hui Chen-Kuo       | 270 000 AUD   |
| 7e    | John Apostolidis   | 210 000 AUD   |

### APPT 10 Macau Poker Cup 24
- Lieu : City of Dreams,  Macao[3]
- Prix d'entrée : 12 000 HKD[3]
- Date : Du 28 février au 4 mars 2016[3]
- Nombre de joueurs : 1 075
- Prize Pool : 11 261 700 HKD
- Nombre de places payées : 135

| Place | Nom                | Prix          |
| ----- | ------------------ | ------------- |
| 1er   | Ying Lin Chua      | 1 904 000 HKD |
| 2e    | Wayne Wei Yi Zhang | 1 307 000 HKD |
| 3e    | Takashi Ogura      | 1 382 000 HKD |
| 4e    | Liang Xu           | 611 000 HKD   |
| 5e    | Chengbei Li        | 413 000 HKD   |
| 6e    | Fan Xie            | 302 100 HKD   |
| 7e    | Yang Zhang         | 257 000 HKD   |
| 8e    | Tom Alner          | 223 500 HKD   |
| 9e    | Yongqiang Huang    | 190 000 HKD   |

### APPT 10 Manila Megastack 5
- Lieu : City of Dreams, Manille,  Philippines[4]
- Prix d'entrée : 25 000 PHP[4]
- Date : Du 6 au 8 mai 2016[4]
- Nombre de joueurs : 478
- Prize Pool : 10 432 000 PHP
- Nombre de places payées : 45

| Place | Nom                | Prix          |
| ----- | ------------------ | ------------- |
| 1er   | Tzu Lo             | 2 392 350 PHP |
| 2e    | Shih Su            | 1 526 000 PHP |
| 3e    | Kejie Ye           | 966 000 PHP   |
| 4e    | Julian Hasse       | 773 000 PHP   |
| 5e    | Henrik Tollefsen   | 585 000 PHP   |
| 6e    | Angelo Scicchitano | 433 000 PHP   |
| 7e    | Eiichi Mizuno      | 331 000 PHP   |
| 8e    | Karl Thorson       | 280 000 PHP   |
| 9e    | Fu Hung            | 234 000 PHP   |

### APPT 10 Macao
- Lieu : City of Dreams,  Macao[5]
- Prix d'entrée : 25 000 HKD[5]
- Date : Du 25 au 29 mai 2016[5]
- Nombre de joueurs : 533
- Prize Pool : 11 891 230 HKD
- Nombre de places payées : 63

| Place | Nom         | Prix          |
| ----- | ----------- | ------------- |
| 1er   | Jian Sun    | 2 249 660 HKD |
| 2e    | Bernard Vu  | 2 065 340 HKD |
| 3e    | Alex Ward   | 1 002 000 HKD |
| 4e    | Ying Fu     | 755 000 HKD   |
| 5e    | Jiayi Jin   | 519 000 HKD   |
| 6e    | Weijian Xie | 413 000 HKD   |
| 7e    | Zhiyi Feng  | 336 000 HKD   |

### APPT 10 Séoul
- Lieu : Paradise Walker-Hill Casino, Séoul,  Corée du Sud[6]
- Prix d'entrée : 3 000 000 KRW[6]
- Date : Du 23 au 27 juin 2016[6]
- Nombre de joueurs : 158
- Prize Pool : 422 997 600 KRW
- Nombre de places payées : 18

| Place | Nom            | Prix            |
| ----- | -------------- | --------------- |
| 1er   | Albert Park    | 119 097 600 KRW |
| 2e    | Shenghua Qian  | 69 346 000 KRW  |
| 3e    | Tetsuro Tomita | 44 871 000 KRW  |
| 4e    | Ken Hirosawa   | 34 673 000 KRW  |
| 5e    | Michael Egan   | 28 554 000 KRW  |
| 6e    | Satsuki Ochiai | 23 455 000 KRW  |
| 7e    | Windsor Nguyen | 19 376 000 KRW  |

### APPT 10 Manille
- Lieu : City of Dreams, Manille,  Philippines[7]
- Prix d'entrée : 50 000 PHP[7]
- Date : Du 4 au 8 août 2016[7]
- Nombre de joueurs : 577
- Prize Pool : 25 186 050 PHP
- Nombre de places payées : 54

| Place | Nom               | Prix          |
| ----- | ----------------- | ------------- |
| 1er   | Linh Tran         | 6 135 000 PHP |
| 2e    | Samad Razavi      | 3 466 000 PHP |
| 3e    | Jessie Leonarez   | 2 139 000 PHP |
| 4e    | Mike Takayama     | 1 622 000 PHP |
| 5e    | Sang Lee          | 1 180 000 PHP |
| 6e    | Alan King Lun Lau | 934 000 PHP   |
| 7e    | Joven Huerto      | 738 000 PHP   |
| 8e    | Seongsu Kong      | 614 000 PHP   |
| 9e    | Bruno Lo          | 492 450 PHP   |

### APPT 10 Macau Poker Cup 25
- Lieu : City of Dreams,  Macao[8]
- Prix d'entrée : 12 000 HKD[8]
- Date : Du 4 au 9 septembre 2016[8]
- Nombre de joueurs : 1 145
- Prize Pool : 11 995 020 HKD
- Nombre de places payées : 135

| Place | Nom              | Prix          |
| ----- | ---------------- | ------------- |
| 1er   | Tom Alner        | 2 509 000 HKD |
| 2e    | Wenxiang Chen    | 1 487 000 HKD |
| 3e    | Jack Salter      | 892 000 HKD   |
| 4e    | Benjamin Hamnett | 650 000 HKD   |
| 5e    | Daniel Lee       | 440 000 HKD   |
| 6e    | Liang Song       | 321 000 HKD   |
| 7e    | Jingxuan Zhu     | 274 000 HKD   |
| 8e    | Xiao Zhou        | 237 970 HKD   |
| 9e    | Shuaiyang Qiu    | 202 000 HKD   |

### APPT 10 Melbourne
- Lieu : Crown Casino, Melbourne,  Australie[9]
- Prix d'entrée : 2 300 AUD[9]
- Date : Du 14 au 18 octobre 2016[9]
- Nombre de joueurs : 523
- Prize Pool : 1 072 150 AUD
- Nombre de places payées : 63

| Place | Nom             | Prix        |
| ----- | --------------- | ----------- |
| 1er   | Ashish Gupta    | 235 875 AUD |
| 2e    | Raymond Ou      | 147 420 AUD |
| 3e    | Khac-Trung Tran | 91 130 AUD  |
| 4e    | Jayesh Prasad   | 68 615 AUD  |
| 5e    | Siyong Lee      | 47 175 AUD  |
| 6e    | Tu Lan          | 37 525 AUD  |
| 7e    | Benjamin McLean | 30 555 AUD  |

### APPT 10 Asia Championship of Poker
- Lieu : City of Dreams,  Macao[10]
- Prix d'entrée : 100 000 HKD[10]
- Date : du 7 au 12 novembre 2016[10]
- Nombre de joueurs : 302
- Prize Pool : 28 116 200 HKD
- Nombre de places payées : 36

| Place | Nom                  | Prix          |
| ----- | -------------------- | ------------- |
| 1er   | Vladimir Geshkenbein | 5 643 000 HKD |
| 2e    | Neel Murphy          | 5 143 000 HKD |
| 3e    | Kahle Burns          | 2 662 000 HKD |
| 4e    | Jimmy Zhou           | 2 101 000 HKD |
| 5e    | Shinobu Tanaka       | 1 541 000 HKD |
| 6e    | Diwei Huang          | 1 261 000 HKD |